# ماليندي إلمور
ماليندي إلمور (ولدت في 13 مارس، 1980 في كيلونا ، كولومبيا البريطانية )  هي رياضية من كندا متخصصة في أحداث المسافات المتوسطة . 
حصلت لخمس سنوات في جامعة ستانفورد على لقب ALL-American وتحمل رقم المدرسة القياسي ضمن مسافات 800 و 1500 متر.

## روابط خارجية
- ماليندي إلمور على موقع الاتحاد الدولي لألعاب القوى (الإنجليزية)
- ماليندي إلمور على موقع الاتحاد الكندي لألعاب القوى (الإنجليزية)
- ماليندي إلمور على موقع الدوري الماسي (الإنجليزية)
- ماليندي إلمور على موقع اللجنة الأولمبية الدولية (الإنجليزية)
- ماليندي إلمور على موقع أوليمبيديا (الإنجليزية)
- ماليندي إلمور على موقع اللجنة الأولمبية الكندية (الإنجليزية)
- ماليندي إلمور على موقع اتحاد ألعاب الكومنولث (مؤرشف) (الإنجليزية)